# Večernje rukavice
Ženske večernje rukavice duge su rukavice, koje žene nose kao svečanu odjeću, obično uz svečanu odjeću kao što je večernja haljina ili vjenčanica. Najduže večernje rukavice nazivaju se "operne rukavice". 
Rukavice koje pokrivaju značajan dio podlaktice, do ispod lakta, legitimno se mogu nazvati "dugim rukavicama" ili "večernjim rukavicama", ali nikada "opernim rukavicama". U ovom slučaju pojam "opera" vjerojatno ima više veze s duljinom nego s prigodom.
Mnoge zapadnjačke svečane haljine potječu od kršćanskih ritualnih kostima, posebno u Katoličkoj Crkvi, najvećoj kršćanskoj denominaciji gdje su rituali strogo disciplinirani, a bilo je potrebno smanjiti izloženost kože. Kao odgovor na ovaj trend, u zapadnom svijetu haljine s kratkim rukavima ili bez rukava, nose se s dugim rukavicama do lakta pogotovo na službenim događanjima i društvenim krugovima više klase. Stoga imaju snažno značenje uz svečanu haljinu na formalnim događanjima, a kaže se da je to sofisticirana haljina uredne i čiste dame.
Ženske rukavice za službeno i poluformalno nošenje dolaze u tri duljine: duljina zgloba, lakta i operne (preko lakta, obično do bicepsa, ali ponekad i do cijele duljine ruke). Najplemenitije rukavice operne duljine izrađene su po mjeri od bijele jareće kože. Mnoge druge vrste kože, najčešće mekane vrste kravlje kože, koriste se za izradu rukavica operne duljine; lakirana koža i antilop posebno su popularni kao alternative dječjoj koži i često su pristupačniji od jareće kože. Satenski i rastezljivi satenski materijali izuzetno su popularni, a postoje i masovno proizvedeni. Neobičniji materijali za rukavice uključuju kože izrađene od: lososa, pitona i škriljevca.